# Тайтлер, Джеймс
Дже́ймс Та́йтлер (англ. James Tytler, 17 декабря 1745 года — 11 января 1804 года) — шотландский аптекарь, ассистент хирурга, литератор, редактор второго издания Британской энциклопедии и первый человек в Великобритании, совершивший полёт на воздушном шаре в 1784 году, из-за чего его иногда иронично называли «Balloon Tytler».

## Биография
Тайтлер родился в городке Ферн, округ Энгус на востоке Шотландии (графство Форфаршир с 18-го века до 1928 года), к северу от залива Ферт-оф-Тей. Был четвёртым ребёнком в семье пресвитерианского священника (шотландская епископальная епархия Брикин) и его жены Джанет Робертсон. Отец передал сыну знания в области греческого языка, латыни и богословия. Пойдя по стопам отца, Джеймс Тайтлер некоторое время был проповедником в одной из шотландских церквей, а затем поступил в Эдинбургский университет, где изучал медицину. Он не получил учёной степени, хотя в 11-м издании Британники он назван магистром медицины (Британника,11-е издание, 1911, том 9, стр. 378).
После того, как он оставил учёбу, Джеймс в течение года работал в качестве ассистента хирурга на китобойном судне в Гренландии — до середины 1765 года. По возвращении в Шотландию он женился на Элизабет Рэттрей, осиротевшей дочери чиновника по судебным делам.
Тайтлер открыл аптеку в городке Лит, портовом пригороде Эдинбурга, но не справился с торговлей и ничего не получил, кроме долгов. Вскоре после этого он бежал в северную Англию, чтобы избавиться от кредиторов, где снова пытался зарабатывать на жизнь в качестве аптекаря. После того как родились дети, семья вернулась в Эдинбург в 1772 или 1773 году. Он сотрудничал с небольшими издательскими фирмами, начиная с января 1774 года. В том же году были опубликованы две его работы по богословию, в которых автор открыто высказывал антипатию к юмистскому скептицизму и религиозному фракционизму. Эти убеждения вызвали его разрыв с гласитами, членами радикальной протестантской секты, основанной в 1730 году в Шотландии. Он оставался христианином без деноминации.
Более важным, чем разногласия на почве религиозных убеждений, было то обстоятельство, что содержание его первых работ указывало на нестандартное мышление автора, открывало новизну взглядов, самостоятельность в высказываниях и изобретательность, которая затем нашла применение во многих его научных статьях, а также в проектах, хотя они чаще оказывались безуспешными.
В 1774 или 1775 году Тайтлер ушёл из семьи, в то время у пары было пятеро детей. Супруги развелись в 1788 году, после его отношений с сестрой Джона Кернса, местного мясника, а затем, после её смерти в 1782 году или ранее, Джеймс женился на Джин Айткенхед (Jean Aitkenhead, 1739—1834), с которой он прожил до конца своей жизни, воспитывая двоих дочерей-близнецов.
С 1777 по 1784 год Тайтлер работал редактором второго издания, а с 1788 по 1793 год — над третьим изданием энциклопедии Британника, и это были его наиболее прибыльные в экономическом плане годы. Он также имел доходы от переводов и публикаций в других изданиях. В марте 1785 года он вновь остался без средств к существованию, возможно, из-за расходов на проект полётов на воздушном шаре.
Тайтлер вернулся в Эдинбург в 1791 году, где был заочно объявлен вне закона шотландским Верховным судом из-за политических убеждений, которые он высказывал в своих статьях, поэтому переехал в Белфаст в 1793 году, а затем в Соединённые Штаты в 1795 году. В городе Сейлем, штат Массачусетс, он работал редактором в местной газете Salem Register, в которой публиковал репортажи и статьи, опубликовал справочник о том, где и какие лекарства продаются в городе, а также «Трактат о чуме и жёлтой лихорадке» (1799). Разочаровавшись в жизни, Тайтлер искал утешения в вине. 9 января 1804 года он вечером нетрезвым ушёл из дома, через два дня море выбросило на берег его тело.

## Редактирование Британники
В 1776 году, используя литературные связи, Тайтлер нашёл работу редактора второго издания Британской энциклопедии под руководством Колина Макфаркара и Эндрю Белла, которые в то время составляли английскую энциклопедию в ответ на вышедшее в свет французское издание энциклопедии. Плодом его редактирования было увеличение объёма энциклопедии с трёх до десяти томов, в которых многие из новых статей написаны редактором. Энциклопедия была опубликована в период между 1777 и 1784 годами. Хотя его редакторство оплачивалось не слишком щедро, он был счастлив, что нашёл постоянную работу за семнадцать шиллингов в неделю. Тайтлер с семьёй жил в деревеньке Даддингстон близ Эдинбурга (у подножья Артурова Трона), снимая комнату в доме прачки. На перевёрнутой ванной хозяйки автор энциклопедии написал сотни статей. Его талант в сочетании с постоянной нуждой побудил его к созданию дальнейших схем публикаций в эти годы, в частности, уменьшенному варианту двадцати томов всеобщей истории, таких как Всеобщая история всех народов, древняя и современная. Также он сам печатал переводы эклог Вергилия.
В течение следующих семи лет Тайтлер написал сотни статей по науке и истории и почти все второстепенные статьи, хотя многие из них были сомнительного содержания. Например, в статье о Ноевом ковчеге Тайтлер прибавляет его размеры, описывая архитектуру ковчега, публикуя статью в комплекте с иллюстрацией-гравюрой. В другой статье он даёт удивительно точную хронологию истории Земли, начиная с даты её создания — 23 октября 4004 г. до н. э., и отмечает, что Великий потоп начался в 2348 г. до н. э. и длился ровно 777 дней. В статье «Движение» редактор отвергает теорию всемирного тяготения Ньютона и пишет, что сила тяжести вызывается классическим элементом огня.
Один из восхищённых биографов Тайтлера, Роберт Бёрнс, считает, что в одиночку тот написал более трёх четвертей второго издания. Первое издание Британской энциклопедии было три тома общим объёмом 2391 страниц. Под его редакцией Британника стала десятитомной энциклопедией, включавшей в общей сложности 8595 страниц, в энциклопедии стало в пять раз больше объёмных статей по сравнению с первым изданием. Две большие статьи, посвящённые хирургии и фармацевтике, во втором издании энциклопедического словаря отражают его познания в этой области.
Джеймс Тайтлер продолжал писать для Энциклопедического словаря даже после того, как его отстранили от участия в подготовке третьего издания.

## Воздухоплавание
Его притязания на славу осуществились в тот день, когда его «Большой Эдинбургский огненный шар» вызвал большое волнение в 1784 году и в конечном итоге привёл к первому в Великобритании пилотируемому воздушному полёту.